# 瘤床杜父魚
瘤床杜父魚，為輻鰭魚綱鮋形目杜父魚亞目杜父魚科的其中一種，為溫帶海水魚，分布於西北太平洋鄂霍次克海海域，棲息深度0-122公尺，棲息在底層水域，生活習性不明。

## 扩展阅读
維基物種上的相關：瘤床杜父魚